# Santa Rita de Cássia
Santa Rita de Cássia – miasto i gmina w Brazylii, w stanie Bahia. Znajduje się w mezoregionie Extremo Oeste Baiano i mikroregionie Cotegipe.